# Magoniden
De Magoniden was een Carthaagse dynastie die van 550 v.Chr. tot 340 v.Chr. regeerde. De dynastie is genoemd naar de eerste heerser Mago I.
In de tijd van de Magoniden begon de Carthaagse expansiepolitiek. In deze tijd stichtten ze kolonies op de Balearen, Corsica en de zuidwestkust van Spanje. Ook zetten zij huurlegers in, waarmee ze de macht op Sardinië grepen.

## Lijst der Magoniden
| Naam          | Regeringsperiode |
| ------------- | ---------------- |
| Mago I        | 550–530 v.Chr.   |
| Hasdrubal I   | 530–510 v.Chr.   |
| Hamilcar Mago | 510–480 v.Chr.   |
| Hanno         | 480–440 v.Chr.   |
| Hannibal Mago | 440–406 v.Chr.   |
| Himilco       | 406–396 v.Chr.   |
| Mago II       | 396–375 v.Chr.   |
| Mago III      | 375–344 v.Chr.   |
| Hanno III     | 344–340 v.Chr.   |